# 马克·麦高文
马克·麦高文，又译马克·麦高恩（英語：Mark McGowan，1967年7月13日—），澳大利亚工党籍政治家、律师、军官。前任西澳大利亚州州长及西澳大利亚州的工党领袖。麦高文毕业于昆士兰大学，曾在澳大利亚皇家海军部队服役，后于1996年12月当选为西澳大利亚州议员。2012年1月，成为西澳洲的工党领袖及议会反对党领袖，2017年3月赢得选举出任州長 (州總理)。2021年，他領導工黨在州選擴大至史無前例的議席優勢，因而續任並兼任財政廳長。他於2023年5月宣布辭去州長職務。

## 對中華人民共和國的政治立場
在2023年4月访华期间，麦高文对媒体表示澳中关系将会是“和谐而富有成效的关系”，并宣布中国版的达沃斯论坛将于今年在珀斯举行，因为西澳州对华年出口额将达到创纪录的1460亿澳元。同时表示：“西澳大利亚州比澳大利亚任何其他州都更了解与中国关系的重要性”。
根据悉尼先锋晨报报道，在2021年撕毁维多利亚州和中国间的一带一路协议，以及COVID-19疫情期间要求独立调查并导致惩罚性关税等一系列行为下，‘请求联邦政府改变态度的’的最响亮声音便是来自于西澳大利亚的龙虾养殖户。在此背景下，麦高文曾在2021年6月对前总理斯科特-莫里森表示：“我们的行为违背了自己的利益”。并因此引发联邦政府与地方政府的冲突。对此，悉尼科技大学的中国政治学教授冯崇义对此表达担忧：“这是一个古老的陷阱。中国政府针对地方政府的策略由来已久。现在在西澳大利亚州，由于铁矿石和煤炭贸易，地方政府有相当大的动力这样做。”

在访华期间，麦高文曾拒绝对‘程蕾间谍案’一事表达人权担忧，并辩称‘外交政策不是他的职权范围’
麦高文在访华期间对澳大利亚民众对于中澳战争的担忧，和一系列联邦政府的动作表示：“与我们最大的贸易伙伴，一个我们花了 50 年时间与之发展紧密关系的国家保持恐惧关系是毫无根据的。在西澳大利亚州，我并没有发现人们对此感到恐惧或害怕。”